# Dave Brown
Dave Brown (24 augustus 1987) is een Engels youtuber, muzikant en producer. Hij was de zanger, toetsenist en dj van de elektronische metalband You and What Army tot de band werd opgeheven in 2014. Brown startte zijn YouTube-kanaal Boyinaband in 2007. In februari 2015 bracht hij Don't stay in school uit. In het lied rapt Brown over nutteloze onderwerpen die op school onderwezen worden, in plaats van onderwerpen die in het leven terugkomen. De video op YouTube ging viraal.

## Biografie

### Jeugd en opleiding
Brown is geboren in Engeland. Hij bracht als kind drie jaar met zijn familie in de Verenigde Arabische Emiraten door waar Brown secondary school volgde in Dubai. Brown heeft een BSc in computerspelontwerp en -programmeren.

### You and What Army
In 2007 werd You and What Army opgericht in Telford. In januari 2009 begonnen de opnames voor  de ep Soundtrack to the apocalypse in Brown's thuisstudio. Hij verzorgde de productie, mixte en masterde de nummers. De ep verscheen op 5 juni dat jaar. In 2010 werd de band verkozen tot derde populairste act zonder contract door de lezers van Rock Sound. Op 26 maart 2010 verscheen de ep The end of the beginning. De opnames vonden opnieuw plaats bij Brown thuis. You and What Army won de Red Bull Bedroom Jam in 2010. De band mocht gedurende twee weken muziek opnemen in Red Bull Studios in Londen en optreden in het voorprogramma van Kids In Glass Houses. In 2012 kwam de eponieme ep You and What Army uit. Op 10 juli 2014 kondigde de band op Facebook aan dat ze uit elkaar gingen. You and What Army speelde op diverse festivals waaronder Download Festival, T in the Park en Sonisphere.
Brown startte in 2007 een blog op MySpace. Later dat jaar plaatste hij zijn blogs op boyinaband.com. Hij koos deze naam om anoniem te blijven. In mei 2008 gaf Brown de identiteit achter boy in a band prijs. Zo schreef hij dat hij de frontman was van You and What Army. Later dat jaar werd het blog getransformeerd tot een website met artikelen en video's over muziekgerelateerde onderwerpen. Anno 2019 verwijst de url door naar Brown's kanaal op YouTube.

### YouTube
Op 14 november 2007 startte Brown zijn YouTubekanaal als project naast You and What Army. Het kanaal draagt dezelfde naam als zijn website. Gedurende de eerste jaren lag de focus op tutorials voor het maken van muziek, recensies van muzieksoftware, vlogs en andere muziekgerelateerde onderwerpen. Vanaf 2011 produceerde Brown meer humoristische video's met parodieën en sketches.
Op 2 februari 2015 publiceerde Brown de videoclip voor het nummer Don't stay in school waarin hij rapt over onderwerpen die onderwezen worden die irrelevant zijn in het leven. Brown verklaarde dat hij met het nummer kritiek uit op het onderwijssysteem en niet daadwerkelijk wil aanzetten tot schoolverlaten. In een paar dagen tijd werd de video bijna 250.000 maal bekeken. Benny en Rafi Fine maakten een React-video waarin volwassenen reageren op het nummer. Don't stay in school werd opgevolgd door een video waarin Brown negatieve commentaren op het nummer voorleest en een video waarin Brown een gesprek voert met een leerlinge van een school die actie ondernam nadat docenten op het nummer gewezen werden. Welke school het betrof, werd niet genoemd. Op 23 augustus 2016 plaatste Brown een video waarin hij alternatieve vormen van onderwijs bespreekt, met name Sudbury-onderwijs. In maart 2019 was Don't stay in school meer dan 30 miljoen maal bekeken.

## Privéleven
Brown heeft in diverse video's openlijk gesproken over zijn depressie. Hij heeft meerdere nummers opgenomen over het onderwerp. In zijn video Shaving off my stupid beard legt Brown uit dat depressie de oorzaak was van maandenlange afwezigheid - van oktober 2017 tot maart 2018 - op YouTube.
Zijn zus Hannah maakt eveneens video's op YouTube, onder het pseudoniem WhiteEnglishGrl.